# Casa Senyorial d'Ezere
La Casa Senyorial d'Ezere també nomenat Lielezere (en letó: Ezeres muižas pils) és una casa senyorial a la històrica regió de Curlàndia, al municipi de Saldus a l'oest de Letònia.
Originàriament va ser construït el 1750, i ha estat remodelat algunes vegades per una sèrie de propietaris. Des de 1922 l'edifici allotja l'escola secundària Ezere. La Capitulació del Grup d'Exèrcits Curlàndia es va signar aquí el 9 de maig de 1945.